# Etisk egoisme
Etisk egoisme er en retning indenfor den normative etik, der tager det standpunkt at den eneste moralsk rigtige handling, er den som maksimerer agentens egen velfærd. Den etiske egoisme er i kraft af at den udelukkende fokuserer på konsekvenserne af agentens handling en form for konsekventialisme. Argumenter for den etiske egoisme er blandt mange andre, at den umuliggør ting som krig og totalitære regimer.
Den rationelle egoist vil handle således at hans egen velfærd altid maksimeres. Defintionen på velfærd er her mere entydig end i utilitarisme, fordi denne defintion i sagens natur er op til agenten. Man kan ligesom i utilitarismen skelne imellem hedonistisk, præferentialistisk og perfektionistisk velfærd.
Det største problem ved den etiske egoisme er, at den kan afvises fuldstændigt ud fra rent matematiske beregninger. Konklusionen er altså, at en verden af etiske egoister ikke  ville være et bedre sted.
Den etiske egoisme ses oftest i sin afart "egoistisk kontraktualisme," der baserer sit etiske fundament på kontrakter indgået af egoistiske individer, som indgår aftaler til alles individuelle interesse. Kontraktulismen påpeger, at intet forhindrer den rationelle egoist i at samarbejde med andre egoister, for divergerende mål vil ikke nødvendigvis betyde, at man ikke kan drage fordel af et samarbejde.

## Argumenter imod
Rationel egoisme kan utvivlsomt virke kontraintuitivt i visse situationer. Som afgørende eksempel på dette bruges ofte "Fangernes dilemma", i hvilket to personer stilles i en situation, hvor det fra et rationelt egoistisk synspunkt vil være "bedst" (i moralsk forstand), at vælge åbenlyst ufordelagtigt. Påstanden er således fra kritisk hold, at den menneskelige hverdag er bygget op omkring situationer som Fangernes dilemma, og at vedholdende egoistisk adfærd derfor i det lange løb derfor vil lede til kaos.
Svaret fra de etiske egoister er således at det ikke kan være en god idé for rationelle egoister at indgå i kontraktforhold, hvor man kan aftale forskellige ting til det fælles bedste. Dette ændrer dog ikke på, at den etiske egoisme til syvende og sidst bygger på det normative udsagn om "altid at maximere egen velfærd." Derfor er en etisk egoist moralsk forpligtet på at bryde kontraktforholdet så snart det er fordelagtigt. Det er moralsk pålagt egoisten at snyde, lyve eller stjæle så snart det er berigende og ikke har konsekvenser. Dette fænomen er ofte kendt som "free-riding", og er et af de punkter som kritikere ofte vil bringe op i forbindelse med angreb på kontraktualisten.
Den egoistiske etiker kan imod dette argument hævde at mennesket maximerer egen velfærd ved at handle altruistisk, men dette er der dog ikke mange der ville gøre, da egoisme da er en indirekte utilitarisme. Men det er muligt at hævde en hvis grad af psykologisk altruisme, selvom man er etisk egoist.